# Пакор (правитель Осроены)
Пакор — правитель Осроены в 34—29 годах до н. э.
Пакор из династии Абгаридов властвовал в Осроене в 34—29 годах до н. э. Его предшественником на троне был Ману II. Известен сирийский манускрипт начала III века Псевдо-Мелитона, в котором сообщается, что народ Месопотамии поклоняется еврейке Кутби, спасшей знатного эдессянина Бакру от его врагов. Было высказано предположение, что этого Бакру можно отождествить с Пакором из Осроены. Незадолго до начала его правления, в 40 году до н. э., парфянский царь Пакор I вмешался во внутренние дела Иудеи, выступив против Ирода Великого. И согласно данным эдесских источников это сделал именно осроенский Пакор. По замечанию Дж. Сегала, отрывок из источника является слишком неясным, чтобы допустить подобное трактование.
Преемником Пакора стал Абгар III.